# Кронекер, Леопольд
Леопо́льд Кро́некер (нем. Leopold Kronecker; 7 декабря 1823, Лигниц, Германия, ныне Легница, Польша — 29 декабря 1891, Берлин, Германия) — немецкий математик. Брат известного физиолога Гуго Кронекера (1830—1914). Родился в состоятельной еврейской семье, за год до смерти принял христианство.
Профессор университета в Берлине. Основные труды по алгебре и теории чисел, где он продолжил работы своего учителя Э. Куммера по теории квадратичных форм и теории групп. Большое значение имеют его исследования по арифметической теории алгебраических величин.
Член Берлинской академии наук (1861), член-корреспондент Парижской академии наук (1868), Петербургской академии наук (1872), иностранный член Лондонского королевского общества (1884).

## Научная деятельность
Был сторонником «арифметизации» математики, которая, по его мнению, должна быть сведена к арифметике целых чисел; только последняя, как он утверждал, обладает подлинной реальностью. Защищая эти взгляды, вёл упорную дискуссию с принципами теоретико-функциональной школы К. Вейерштрасса и теоретико-множественной школы Г. Кантора. Следующее его выражение стало знаменитым:
Бог создал целые числа, всё остальное — дело рук человека. Оригинальный текст (нем.)Die ganzen Zahlen hat der liebe Gott gemacht, alles andere ist Menschenwerk. 
Написал свыше 120 больших и малых статей, печатавшихся в специальных журналах. В своих исследованиях Кронекер, путём применения эллиптических функций, получил ряд новых данных для теории чисел. Его «Grundzüge einer arithmet. Theorie der algebraischen Grössen» изданы, вместе с перепечаткой его докторской диссертации «De unitatibus complexis», в качестве юбилейного издания в честь Куммера (Б., 1882), а мемуары «Ueber den Zahlenbegriff» появились в «Philosoph. Aufsätze» (Лейпциг, 1887), изданных к 50-летнему докторскому юбилею Эдуарда Целлера.
По поручению Берлинской академии наук Кронекер приступил к изданию сочинений своего учителя Дирихле (т. I, Б., 1890); переписку последнего с Кронекером издал Шеринг в «Göttinger Nachrichte» 1885. При содействии Вейерштрасса, Гельмгольца, Шрётера и Фукса, Кронекер продолжал издание «Journal für die reine und angewandte Mathematik», основанного Крелле. Исследования и лекции Кронекера издавались Netto и Hensel.

## Объекты, названные в честь Кронекера
- Символ Кронекера
- Произведение Кронекера
- Лемма Кронекера
- Теорема Кронекера в теории чисел
- Теорема Кронекера — Вебера в теории чисел
- Метод Кронекера
- Теорема Кронекера — Капелли в алгебре
- Символ Кронекера — Якоби